# Lavatera arborea
Lavatera arborea, commumente conhecida como malvaísco (não confundir com a Althaea officinalis, que consigo partilha este nome) e malva-arbórea, é uma espécie de planta com flor, pertencente à família das Malváceas e ao tipo fisionómico dos hemicriptófitos.

## Descrição
Trata-se de uma planta arbustiva perene.
Tem caules robustos, ramosos e lenhosos na base, que podem medir entre 2 a 3 metros de altura, sendo que, em locais de influência marítima, costumam apresentar menores dimensões.
Do que toca às folhas e aos cálices, mostram-se sensivelmente revestidos de pêlos macios, em forma de estrela. As folhas têm o limbo verde, membranáceo e as margens apresentam um formato dentado-crenado.
Quanto ao pecíolo das folhas inferiores, este é mais largo do que o limbo, ao passo que o pecíolo das folhas medianas e superiores, por seu turno, já é mais largo ou subigual. As estípulas são caducas e exibem formato ovado-lanceolado e agudo.
As flores, por sua vez, destacam-se pela corola de 5 pétalas lilases, com nervuras e base arroxeada, sendo ligeiramente emarginadas. Além disso, agrupam-se em conjuntos de 2 a 7 exemplares, dispostos em fascículos axilares.
Do que toca ao cálice, este conta com sépalas de formato triangular e agudo, que se volvem coniventes na frutificação. Relativamente ao epicálice, encontra-se significativamente dividido em segmentos de 8 a 10 milímetros, de feitio suborbicular ou ovado-oblongo, cujas dimensões ultrapassam as do cálice, enquanto a planta ainda é jovem.
Do que concerne ao fruto, é múltiplo, composto por aquénios separáveis na maturação,  de aspecto rugoso, que tanto podem ser glabros ou tomentosos.

## Distribuição
Encontra-se presente na orla Mediterrânica e na Europa Ocidental, até à Irlanda. Está naturalizada na África Austral e nalguns pontos do Norte e do Sul do continente americano.
Marca, ainda, presença na Macaronésia, salvo no arquipélago de Cabo Verde.

### Portugal
Trata-se de uma espécie presente no território português, nomeadamente em Portugal Continental no Arquipélago dos Açores e no Arquipélago da Madeira..
Mais concretamente, do que toca a Portugal continental, encontra-se presente nas zonas do  Noroeste ocidental; Terra Quente Transmontana, todas as zonas do Centro-Oeste, salvo o Centro-Oeste Olissiponense; no Sudoeste setentrional; no Sudoeste meridional; no Barrocal Algarvio e nas Berlengas.
Em termos de naturalidade é nativa de Portugal Continental e introduzida nos Arquipélago dos Açores e da Madeira.

### Ecologia
Trata-se de uma espécie ruderal, que medra ermos sáfaros, taludes, nas orlas de caminhos, em arribas, atoleiros e junto à beira mar, privilegiando os solos de substracto nitroso. Por vezes, podem surgir em courelas agricultadas.
A malva-arbórea tolera a água do mar em graduações diferentes, podendo prosar mesmo com uma graduação de 100% de água do mar, graças à sua capacidade de  excretar o sal através das glândulas das suas folhas. Esta tolerância ao sal pode afigurar-se como uma vantagem competitiva em relação a outras espécies de plantas do interior das zonas costeiras. Com efeito, crê-se que quanto maior for o conteúdo de fosfato dos solos, ou o enriquecimento dos mesmos com guano, maior será a capacidade de tolerar altos níveis de salinidade da malva-arbórea.

#### Dispersão dos propágulos
As sementes da planta podem ser transportadas entre zonas costeiras distantes, porquanto o fruto esquizocárpico é flutuante e porque as aves marinas também se afiguram como um meio provável de disseminação. Estas sementes têm uma testa impermeável e conseguem manter-se viáveis durante anos, inclusive despois de imersas em água salgada.

## Protecção
Não se encontra protegida por legislação portuguesa ou da Comunidade Europeia.

## Taxonomia
A autoridade científica da espécie é L., tendo sido publicada em Species Plantarum 2: 690. 1753.

### Sinonímia
- Mavatera arborea Philip Barker Webb & Sabin Berthelot em Histoire Naturelle des Îles Canaries 3(2, 1): 30 en 1836.;
- Lavatera eriocalyx Steud. Flora 39: 438, 1856 - basónimo
- Althaea arborea (L.) Alef, Oestr. Bot. Zeitschr., 12: 260, 1862
- Anthema arborea (L.) Medik., Malv., 42, 1787
- Lavatera arborea var. berlengensis (Boiss. &Reut.) Cout.
- Lavatera arborea var. genuina (Boiss. & Reut.) Cout.
- Lavatera arborea var. lasiocalyx Sennen
- Malva dendromorpha M.F.Ray, Novon, 8(3): 292, 1998, nom. illeg.
- Malva eriocalyx Steud., Nomencl. Bot. (Steudel), ed. 2. 2: 94, 1841, nom. inval.
- Lavatera veneta Mill., Gard. Dict. ed., VIII. n. 6
- Malva fastuosaSalisb., Prod., 381[13]

## Usos
As folhas desta espécie foram usadas, historicamente, para tratar de entorses, pondo-se de molho em água quente e aplicando um cataplasma sobre a zona afectada.
A planta foi usada como forragem para animais, na Europa durante o séc. XIX.
A malva-arbórea chegou a ser cultivada em jardins ingleses, como espécie decorativa, de acordo com a obra British Phaenogamous Botany de 1835.